# Semiprimideal
Ein Semiprimideal ist ein Begriff aus der abstrakten Algebra. Er stellt eine Erweiterung des Begriffs des Primideals dar.

## Definition
Im Folgenden sei R ein Ring mit Eins. Dann ist ein Ideal Q von R ein Semiprimideal, wenn es eine der folgenden äquivalenten Bedingungen erfüllt:
- Ist {\displaystyle I\triangleleft R} ein Ideal von R mit {\displaystyle I^{2}\subseteq Q}, dann ist {\displaystyle I\subseteq Q}.
- Q ist ein Durchschnitt von Primidealen.

## Eigenschaften
- Ein Ring R heißt semiprim, wenn {\displaystyle \{0\}} ein Semiprimideal ist. Dann ist die Abbildung {\displaystyle R\rightarrow \prod _{P}R/P,\,x\mapsto (x+P)_{P}}, wobei das Produkt über alle Primideale gebildet wird, injektiv. Daher ist ein semiprimer Ring subdirektes Produkt primer Ringe, das heißt solcher, in denen das Nullideal prim ist.[2]
- Ein Durchschnitt von Semiprimidealen ist wieder ein Semiprimideal.
- Das Primradikal ist das kleinste Semiprimideal.